# Augusta Holmès

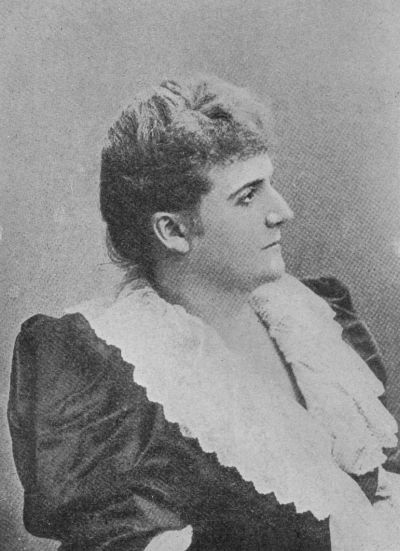
Augusta Mary Anne Holmès

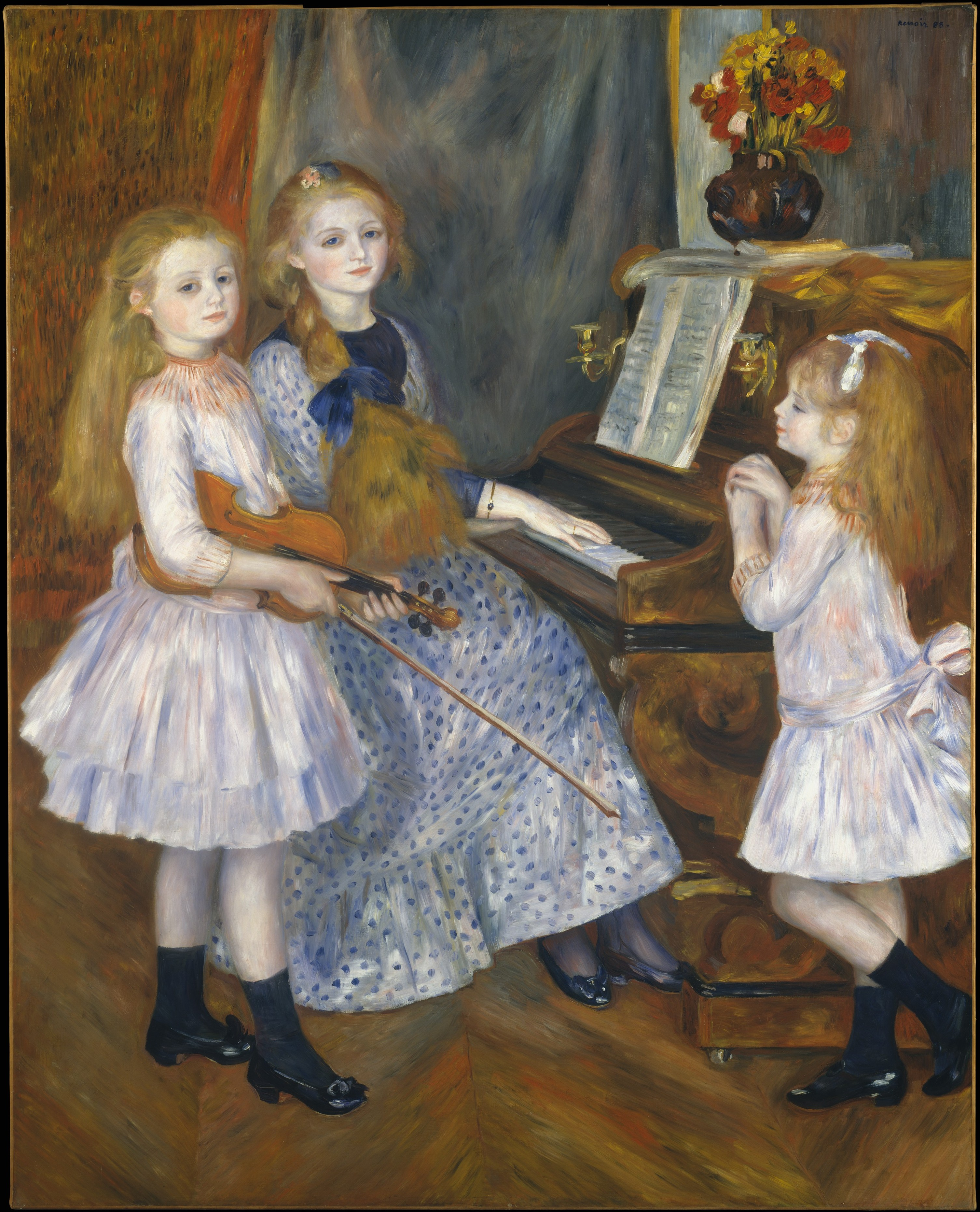
Auguste Renoir porträtierte 1888 drei Töchter von Holmès und Mendès.

Augusta Mary Anne Holmès (* 16. Dezember 1847 in Paris; † 28. Januar 1903 ebenda) war eine französische Komponistin irischer Abstammung. Sie publizierte zunächst unter dem Pseudonym Hermann Zenta. 1871 wurde Holmès französische Staatsbürgerin und nahm deswegen einen accent grave in ihren Namen auf. Sie schrieb selbst die Texte für fast alle ihre Lieder und Oratorien sowie das Libretto ihrer Oper La montagne noire.

## Biografie
Holmès wurde in Paris geboren und wuchs in Versailles auf. Obwohl ihr Talent beim Klavierspiel offensichtlich war, durfte sie als Britin nicht am Conservatoire de Paris studieren, sondern musste Privatunterricht nehmen. Sie erhielt Unterricht bei Mademoiselle Peyronnet, dem Domorganisten Henri Lambert in Versailles und Hyacinthe Klosé. Einige ihrer frühen Kompositionen zeigte sie Franz Liszt. Um 1876 wurde sie Studentin von César Franck, den sie ihren Meister nannte. Sie engagierte sich führend in der Gruppe von Francks Schülern, die 1891 ein Bronzemedaillon von Auguste Rodin für Francks Grabstein in Auftrag gab.
Camille Saint-Saëns schrieb über Holmès in der Zeitschrift Harmonie et Mélodie: „Wie Kinder, haben Frauen keine Vorstellung von Hindernissen und ihre Willenskraft reißt alle Mauern nieder. Mademoiselle Holmès ist eine Frau, eine Extremistin.“
Holmès blieb unverheiratet. Sie lebte zwanzig Jahre mit dem Dichter Catulle Mendès, das Paar hatte fünf Kinder.
Für die Jahrhundertfeier der Französischen Revolution 1889 bekam Holmès einen Kompositionsauftrag für eine Ode Triomphale, ein Werk für etwa 300 Orchestermusiker und 900 Choristen. Ihren größten Erfolg feierte sie mit der Oper La montagne noire, der ersten Oper einer Komponistin an der Pariser Oper seit Louise Bertins La Esmeralda von 1836. Ihre Kompositionen gelten teilweise als politisch gefärbt, so ihre sinfonischen Dichtungen Irlande und Pologne. Seit dem Deutsch-Französischen Krieg 1870 distanzierte sie sich von der deutschen Musik.
Holmès vermachte die meisten ihrer Manuskripte dem Conservatoire de Paris.

## Ausgewählte Werke
Oper

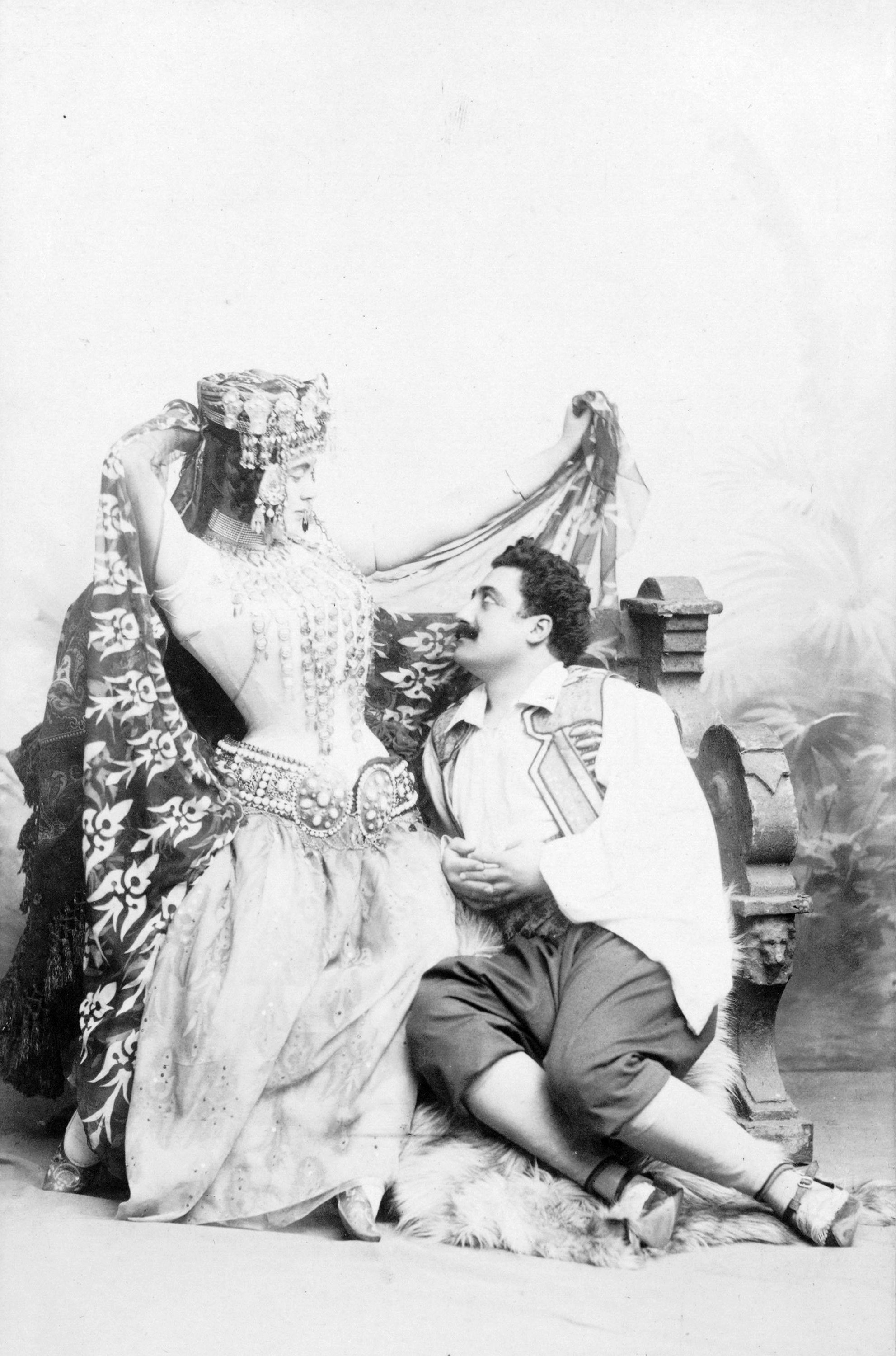
Maurice Renaud und Lucienne Bréval in Augusta Holmès’ Oper La montagne noire.

- Astarté (1871), Poème musical en deux tableaux (unveröffentlicht)[4]
- Héro et Leandre (1874/75), Opéra en 1 acte (unveröffentlicht)[4]
- Lancelot du lac (1875), Drame musical en trois actes et cinq tableaux (unveröffentlicht)[4]
- La montagne noire (1895), Drame lyrique en quatre actes et cinq tableaux, Premiere: Paris Opéra, 8. Februar 1895[4], deutsche Erstaufführung (und erste Wiederaufführung seit der Pariser Uraufführung) im Januar 2024 an der Oper Dortmund[5]

Vokalmusik
- Parmi les meules, für Stimme und Klavier
- Ode triomphale, für Chor und Orchester
- Vision de Sainte Thérèse, für Stimme und Orchester[2]
- Hymne à la paix, Kantate[2]
- Au pays bleu
- Hymne à Apollo, Choral
- La Vision de la reine, Kantate

Orchesterwerke
- Andromède, sinfonische Dichtung
- Irlande, sinfonische Dichtung
- La nuit et l’amour: Interlude de l’ode symphonique – Ludus pro Patria, sinfonische Dichtung
- Lutèce, Sinfonie
- Ouverture pour une comédie, sinfonische Dichtung
- Pologne, sinfonische Dichtung
- Trois anges sont venus ce soir